# FV 2100
Die Frachtschiffe der Baureihe FV 2100 sind RoRo-Schiffe der dänischen Frederikshavn Værft.

## Geschichte
Der Schiffstyp war eine Weiterentwicklung des kleineren Typ FV 1500. Hergestellt wurde die Serie in den Jahren 1984 bis 1986 in acht Einheiten für die Mercandia Rederierna Per Henriksen in Kopenhagen.

## Die Schiffe
| Die Frachtmotorschiffe des Typs FV 2100 | Die Frachtmotorschiffe des Typs FV 2100 | Die Frachtmotorschiffe des Typs FV 2100 | Die Frachtmotorschiffe des Typs FV 2100              | Die Frachtmotorschiffe des Typs FV 2100 |
| Bauname                                 | Stapellauf/ Ablieferung                 | Baunummer/ IMO-Nummer                   | Auftraggeber                                         | Umbenennungen und Verbleib |
| --------------------------------------- | --------------------------------------- | --------------------------------------- | ---------------------------------------------------- | --- |
| Mercandian Globe                        | 28. September 1984 / 14. Februar 1985   | 410 / 8209389                           | K/S Merc-Scandia XXXIX (Per Henriksen), Kopenhagen   | 1985 Valencia, 1989 Mercandian Globe, 1991 Santa Maria, 1992 Seaboard America, 1995 Mercandian Globe, 1996 Roro Sarawak, 2004 Fu Quan Kou, ab 29. April 2009 verschrottet |
| Mercandian Gigant                       | 22. Juni 1984 / September 1984          | 411 / 8222733                           | K/S Merc-Scandia XXXX (Per Henriksen), Kopenhagen    | 1985 Cumana, 1989 Mercandian Gigant, 1992 Seaboard Gigant, 1995 Rocon I, 1996 Superroro 200, 1997 Caribe Merchant, 2008 Amirouche, 2015 Super Shuttle RoRo 12, 2020 Totalverlust |
| Mercandian Ocean                        | 4. Januar 1985 / 7. Juni 1985           | 412 / 8222745                           | K/S Merc-Scandia XXXXI (Per Henriksen), Kopenhagen   | 1992 Seaboard Ocean, 1997 Mar Caribe, 2009 Maestro Ocean, 2016 in Aliaga verschrottet |
| Mercandian Continent                    | 26. April 1985 / 1985                   | 414 / 8302894                           | K/S Merc-Scandia XXXXII (Per Henriksen), Kopenhagen  | 2000 Sentosa, 2000 Roro Sentosa, 2000 Kraka, ab August 2000 bei der kroatischen Werft Victor Lenac um rund 15 Meter verkürzt und mit dem Umbau zum Kabelleger begonnen aber unvollendet aufgelegt, 2009 bei Blohm & Voss als Offshore-Wohn- und Supportschiff Dan Swift fertiggestellt, 2016 Safe Swift, 2020 Dan Swift |
| Mercandian Arrow                        | 9. August 1985 / 10. Januar 1986        | 416 / 8322753                           | K/S Merc-Scandia XXXXIII (Per Henriksen), Kopenhagen | 1986 Merida, 1989 Mercandian Arrow, 1993 Merida, 1994 Seaboard Arrow, 1995 Mercandian Arrow, 1996 Roro Siam, 2007 Fu Han Kou, am 30. Januar 2010 zum Abbruch in Jiangyin eingetroffen |
| Mercandian Universe                     | 21. Februar 1986 / 27. Juni 1986        | 418 / 8400036                           | K/S Merc-Scandia XXXXV (Per Henriksen), Kopenhagen   | 1992 Seaboard Universe, 1999 Crowley Universe, 2008 Maestro Universe, 2022 in Alang verschrottet |
| Mercandian Sun II                       | 30. Mai 1986 / 1986                     | 419 / 8401133                           | K/S Merc-Scandia XXXXVI (Per Henriksen), Kopenhagen  | 1993 Seaboard Sun, 2000 Crowley Sun, 2008 Maestro Sun, 2024 in Aliga verschrottet |
| Mercandian Sea II                       | 29. August 1986 / 12. Dezember 1986     | 420 / 8401145                           | K/S Merc-Scandia XXXXVII (Per Henriksen), Kopenhagen | 1992 Seaboard Caribe, 2000 Crowley Express, 2001 Express, 2009 Maestro Express, 2009 Maestro Sea, 2018 Lyktos, so in Fahrt |
| Equasis, grosstonnage                   |                                         |                                         |                                                      | |